# Günter-Eich-Preis (Hörspiel)
Der Günter-Eich-Preis wurde 2006 von der Medienstiftung der Stadt- und Kreissparkasse Leipzig gestiftet und erstmals ausgeschrieben. Mit diesem Hörspielpreis soll in Erinnerung an den Hörspielautor Günter Eich „das Lebenswerk von Autoren, die mit Radioarbeiten das Repertoire der Gattung Hörspiel vielgesichtig und stetig erweitert haben“ (Präambel), gewürdigt werden. 
Vorsitzender der Jury von 2015 bis 2021 war Wolfgang Schiffer (WDR). Zur Jury gehören aktuell außerdem Linde Rotta und Thomas Fritz (ehemals MDR).
Der Günter-Eich-Preis wurde bis 2020 alle zwei Jahre im Wechsel mit dem gleichzeitig gestifteten Axel-Eggebrecht-Preis verliehen. Seit 2021 wird der Günter-Eich-Preis aller zwei Jahre gemeinsam mit dem Axel-Eggebrecht-Preis verliehen. Der Günter-Eich-Preis ist mit 10.000 Euro dotiert.

## Preisträger
- 2007: Alfred Behrens
- 2009: Eberhard Petschinka
- 2011: Hubert Wiedfeld
- 2013: Jürgen Becker
- 2015: Ror Wolf
- 2017: Friederike Mayröcker
- 2019: Andreas Ammer und FM Einheit
- 2021: Paul Plamper
- 2022: Ulrike Haage
- 2024: Liquid Penguin Ensemble (Katharina Bihler und Stefan Scheib)